# أبوكريفون
أبوكريفون (تعني الكتابة السرية - الجمع أبوكريفا) كلمة يونانية تشير لنوع من الكتابات اليهودية والكتابات المسيحية المبكرة التي تهدف لإعطاء تعليمات سرية أو غنوصية (معرفية) ليست للتعليم العام [بحاجة لمصدر]، فالغنوصية (التي تعتبر بدعة في المسيحية) تعتقد بأن الخلاص لايمنح إلا لنخبة من البشر الذين تمكنوا من الحصول على المعرفة بإنارة إلهية. توجد مثل هذه التعليمات والإرشادات السرية في الأناجيل الغنوصية مثل إنجيل توما وبعض مواد إنجيل مريم. وهذه التعليمات السرية بحسب الاعتقاد الغنوصي أعطيت عادة لتلميذ من تلامذة المسيح بعد قيامته. وقد تشير التعليمات السرية في الكتابات الغنوصية لعدة أشياء. أحد أمثلتها حمل المسيح، فلأن يوسف لم يكن يعتبر الأب الجسدي للمسيح اقترح أن ملاكا لعب دورا في حمل مريم بالمسيح، واقترح أيضا أن المسيح تزوج مريم المجدلية.

## أمثلة
- أبوكريفون سفر التكوين الذي اكتشف في قمران
- إنجيل مرقس السري
- أبوكريفون يعقوب (كتاب يعقوب السري) الذي اكتشف في نجع حمادي
- أبوكريفون حزقيال (كتاب حزقيال السري)
- أبوكريفون القبائل العشر